# لینموث
لینموث (به انگلیسی: Lynemouth) یک روستا و محله مدنی در بریتانیا است که در نورث‌آمبرلند واقع شده‌است. لینموث ۱٬۸۵۸ نفر جمعیت دارد.